# Songjiang

District Songjiang

Songjiang (Vereenvoudigd Chinees: 松江区, Traditioneel Chinees: 松江區, pinyin: Sōngjiāng Qū) is een stadsdeel in het zuidwesten van de Chinese metropool Shanghai. Songjiang heeft een oppervlakte van 605.64 km² en telde 1.582.398 inwoners in 2010. Songjiang staat vanwege de lange historie, die ruim 7.000 jaar teruggaat, ook wel bekend als de culturele bakermat van Shanghai.
In het kader van One City, Nine Towns is in Songjiang vanaf 2001 de voorstad Songjiang New City gebouwd. Onderdelen hiervan zijn Songjiang University Town, de grootste universiteitsstad van China, en Thames Town, een woonwijk volledig gemodelleerd naar een oud Brits stadje. Het dorpsplein is een populaire locatie voor huwelijksfoto's.
De metro van Shanghai bedient het district met lijn 9. De hogesnelheidslijn naar Hangzhou doorkruist ook het gebied, evenals de Jinshan Line, een voorstadspoorweg.
De rivier de Huangpu stroomt door het district. In de aanloop naar de wereldtentoonstelling Expo 2010 werden in Songjiang de waterrijke botanische tuinen van Chenshan geopend.
Songjiang is ook bekend vanwege de van ver zichtbare berg van Sheshan waarop onder meer een observatorium en de katholieke Onze-Lieve-Vrouwbasiliek van Sheshan is gelegen. Het is een van de negen granieten heuvels in het gebied.

## Galerij

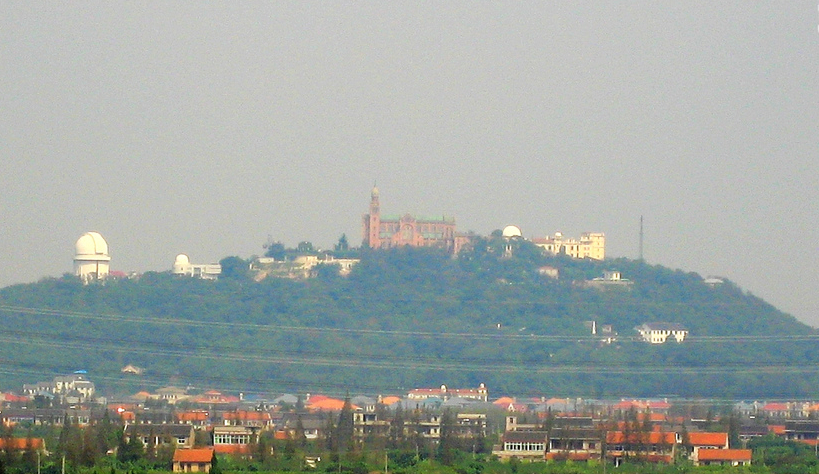
Sheshanheuvel in het Songjiang district
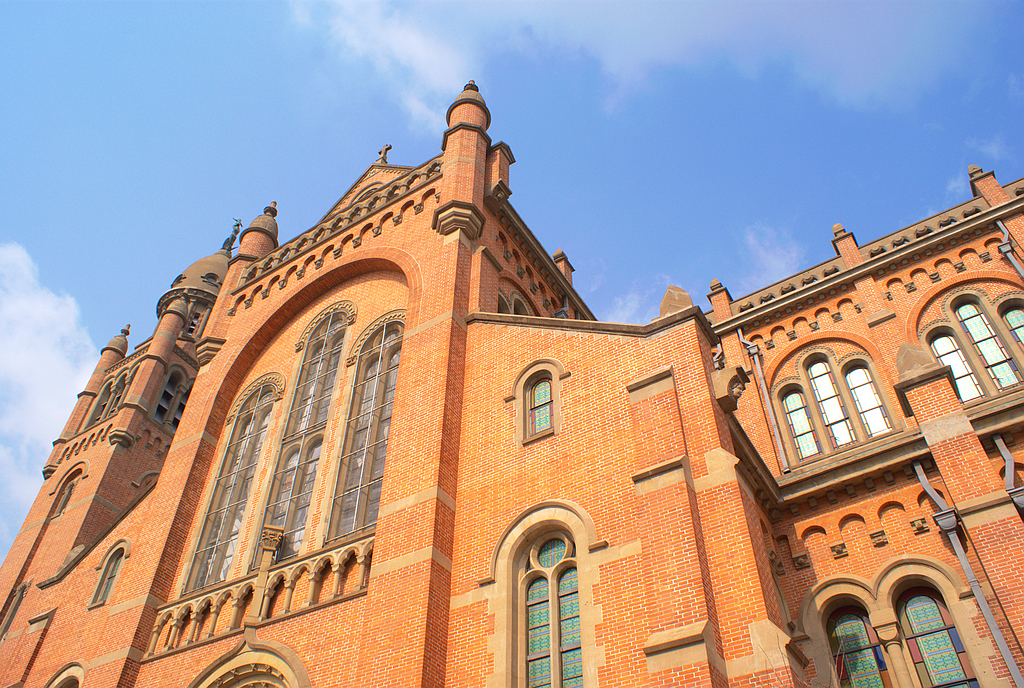
Onze-Lieve-Vrouwbasiliek van Sheshan
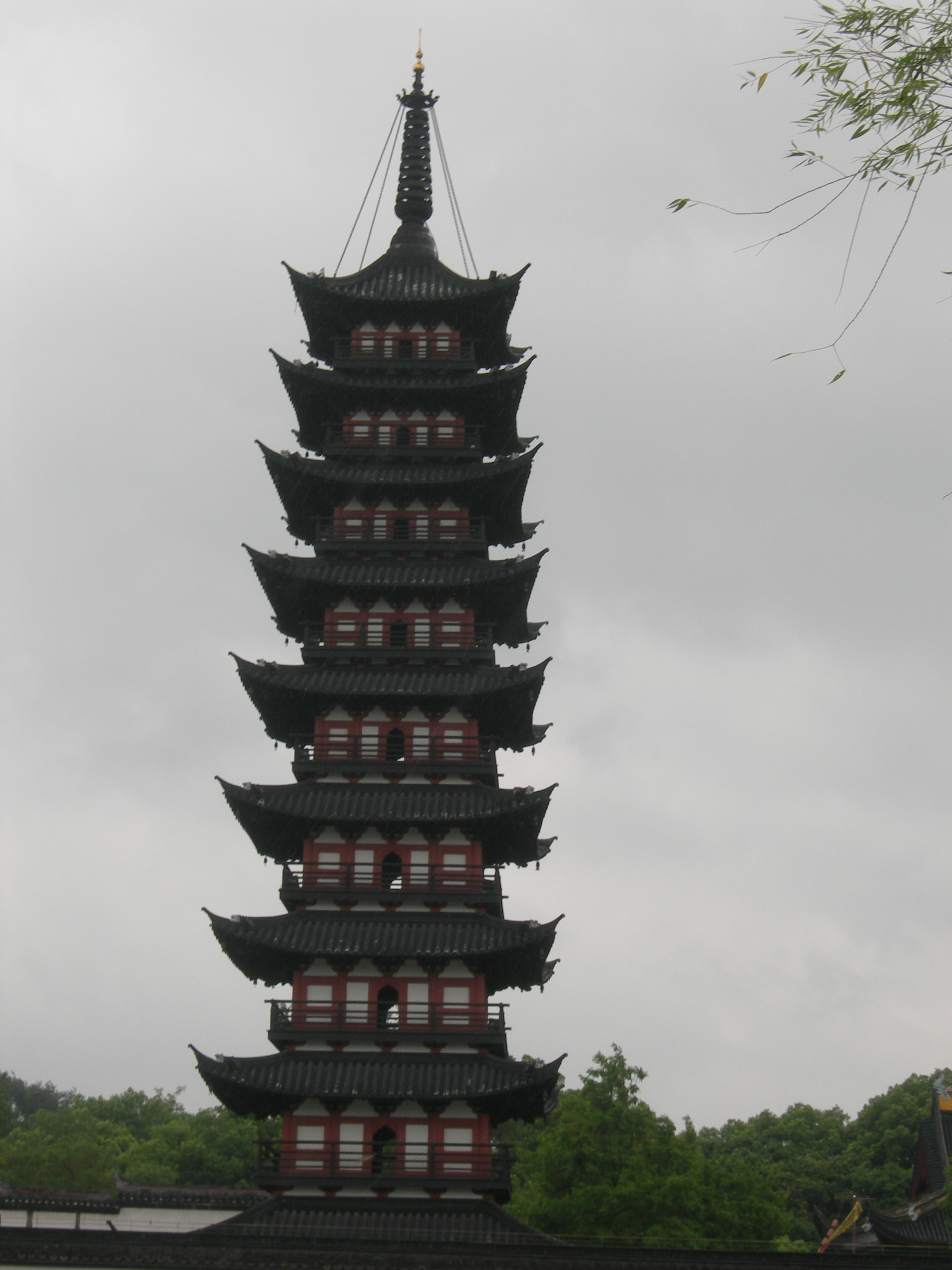
Vierkante toren in het Fangtapark
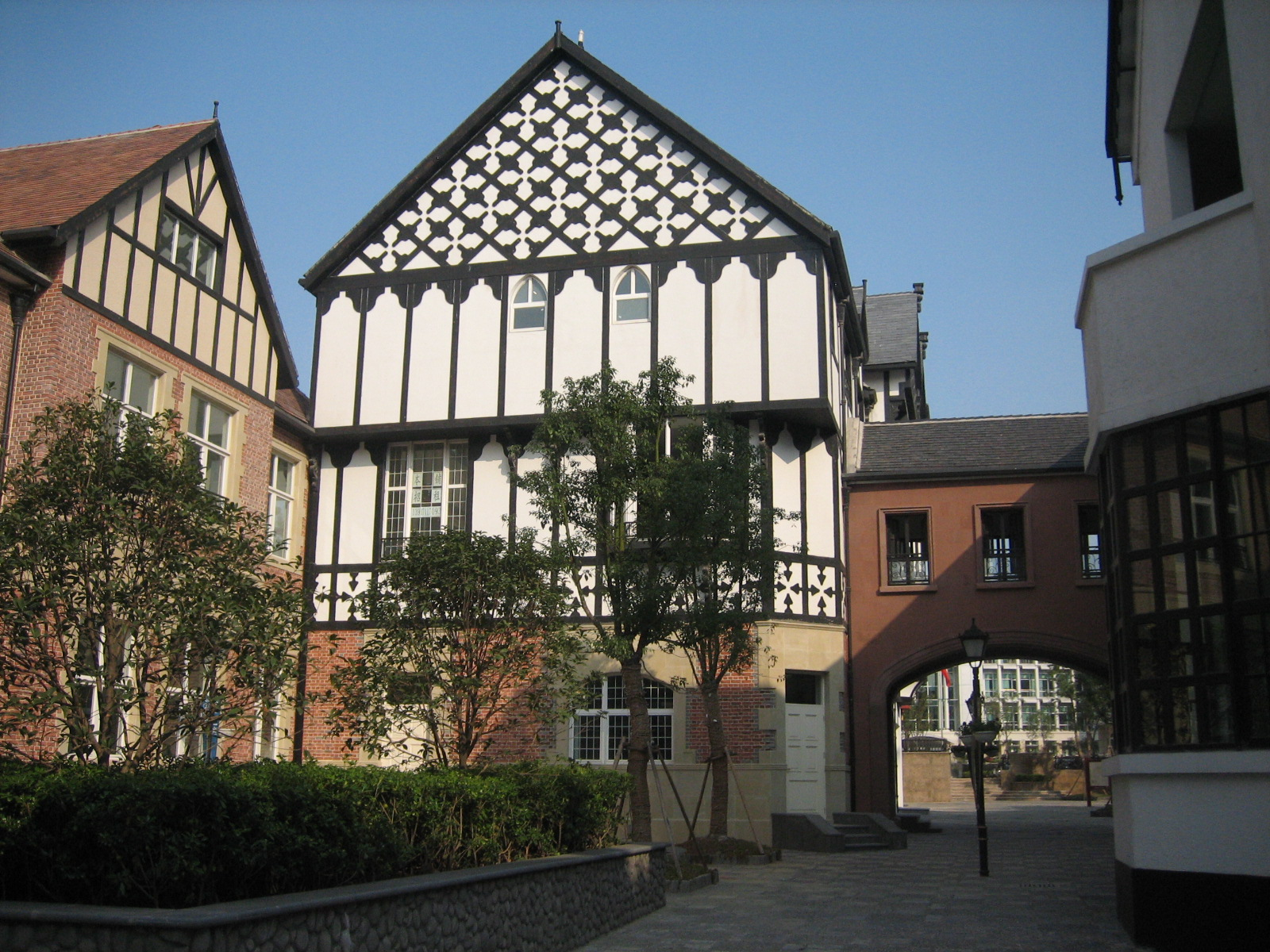
Thames Town